# Willi Girmes

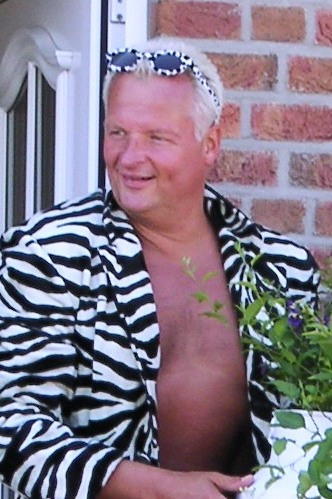
Willi Girmes

Willi Girmes (Kevelaer, 11 januari 1956 – Goch, 14 oktober 2024) was een Duitse partyzanger en entertainer.

## Biografie
Girmes (in Nederland ook wel bekend als Willi aus Kevelaer) begon zijn muziekcarrière in 1980 bij de Piger Tigerband, met deze band boekte hij successen in de Duitse regio Niederrhein. Sinds 1990 was hij ook entertainer. Hij kenmerkte zich in zijn Luipaardenbadjas die hij altijd droeg tijdens zijn shows. Hij coverde andere bekende schlagernummers en hij had nog enkele zelf gemaakte nummers.
Willi trad vaak op in Duitse en Nederlandse kroegen op Mallorca. In 2004 bracht hij zijn kerstnummer Weihnachten (Lass die Engel singen) ten gehore tijdens de WDR-Fernsehenshow. Ook gooide hij in 2004 hoge ogen in de Duitse hitlijsten met het nummer Männer, aufwachen Party. In 2007 behaalde hij de Mallorca TOP 50 met de nummers Fiesta Mexicana, Ich will ein Kind von dir en Komm mit ins Wunderland.

## Privé
Girmes woonde met zijn gezin in Asperden, een wijk in Goch am Niederrhein. In de zomer was hij vaak op Mallorca.
Hij overleed na een lang ziekbed op 68-jarige leeftijd.

## Discografie

### Singles
- Bei uns am Niederrhein
- Bella Italia
- Bunt wie die Welt im Karneval
- Das Leben ist überall da wo wir sind
- Das Steintor möchte tanzen
- Das warten hat ein Ende
- Dich lass ich niemals wieder los
- Die Fussballfete 2006
- Die Miteinanderstadt
- Du bist drin in meinem Kopf
- Ein Festival der Liebe
- Fiesta Mexicana
- Für mich da solls Kamelle regnen
- Geboren am Niederrhein
- Goch Hymne
- Goch, ich lieb dich doch!
- Haus am See
- Haus am See Lounge Remix
- Heimatland
- Heut wird es schön
- Heut wolln wir feiern, im Oberbayern
- Heut wolln wir feiern, so wie die Bayern
- Hier kommt die Power in schwarz und gelb
- Ich bau Dir ein Schloß / Heintje Version
- Ich bin ne kölsche Jung vom Niederrhein
- Ich will ein Kind von dir
- In Rosarot auf Himmelblau
- Indianertanz
- Isabel
- Jürgen hol den Pott
- Karneval in Goch
- Kleve wird geiler
- Komm mit ins Wunderland
- Laura B
- Mallorca ist so spitze
- Männer aufwachen Party
- Niederrheiner die sind feiner
- Oh Alele
- Oh-Song
- Oh-Song / WM Version
- Party unser gib uns heute
- Piratentanz
- Scheiß auf das Geld
- Scheunenfest am Niederrhein
- Schnür deine Brüste hoch
- Sierra Madre
- Sonne der Nacht
- Stangenfieber
- Steht auf
- Unter dem Sternenzelt
- Unter der Schwanenburg
- Weihnachten (Lass die Engel singen)
- Weihnachten im Kinderzimmer
- Wenn ich an die Heimat denke
- Wir fliegen nach Palma
- Wir lieben Copa Gochana
- Wuschisong

### Album
- Wir fliegen nach Palma

### Samplers
- Ballermann Charts Austria
- Ballermann goes Apre-Ski
- Ballermann Hits Party 2008
- Ballermann Kidz die zweite
- Goldstarndhits 2008
- Mallorca 2008 Insel-Alarm
- Mallorca 2008 Heimweh nach der Insel
- Oktoberfest Super Geil
- Pistenhits 2008
- Xtreme Winter Traxx